# Gran Bretagna ai X Giochi olimpici invernali
La Gran Bretagna partecipò ai X Giochi olimpici invernali, svoltisi a Grenoble, Francia, dal 6 al 18 febbraio 1968, con una delegazione di 38 atleti impegnati in sette discipline.